# Берар, Леон
Леон Берар (фр. Léon Bérard; 6 января 1876, Совтер-де-Беарн — 24 февраля 1960, Париж) — французский политик и юрист.
Берар был министром народного просвещения в 1919 году и с 1921 по 1924 год, и министр юстиции с 1931 по 1932 год, был избран в состав Французской академии в 1934 году, Берар был послом от режима Виши Франции при Святом Престоле с 1940 по 1945 год.

## Противник эсперанто
Берар решительно возражал против эсперанто, который он считал инструментом интернационализма и потенциального конкурента французского языка в качестве дипломатического языка. В качестве министра народного просвещения он запретил обучение или продвижение эсперанто в государственных школах, и сыграл видную роль в отказе со стороны Лиги Наций в принятии резолюции в пользу принятия эсперанто в качестве вспомогательного международного языка.